# Sioux Falls, Južna Dakota
Sioux Falls je najveći grad u američkoj saveznoj državi Južnoj Dakoti i sjedište okruga Minnehaha. Prema popisu stanovništva iz 2000. grad je imao 123,975 stanovnika, a nalazi se u jugoistočnom dijelu Južne Dakote u blizini granica sa saveznim državama Minnesotom i Iowom.
Tijekom 20. stoljeća grad se širio kako je bio dom brojnih tvrtki za preradu mesa. U Sioux Fallsu se nalazi i jedno od najvećih uzgajališta stoke u SAD-u, a industrije koje se bave stočarstvom i poljodjelstvom bile su glavni faktor širenja grada.
Sioux Falls je glavni bolnički centar za područje istočne i centralne Južne Dakote, sjeverozapadne Iowe i jugozapadne Minnesote, a u njemu se nalazi i jedno od središta banke Citibank, u kojoj je zaposlen najveći broj gradskog stanovništva. U rujnu 1992. časopis Money Magazine proglasio je ovaj grad najboljim mjestom za stanovanje u SAD-u, a godinu dana kasnije bio je i najpopularnija destinacija prema rezultatima ispitivanja u konkurenciji gradova s više od 100,000 stanovnika.

## Vanjske poveznice
- Službene internet stranice grada Sioux Falls